# María Guadalupe Urzúa Flores
María Guadalupe Urzúa Flores (Jocotepec, Jalisco; 12 de diciembre de 1912 - Ajijic, Jalisco; 7 de diciembre de  2004), fue una líder rural, política y benefactora jalisciense, además fue la primera mujer diputada federal por el estado de Jalisco y formó parte de las primeras cinco diputadas en México.

## Biografía
Creció dentro de una familia liberal de profesionistas, rural y de clase media. Hija de Rosario Flores Monroy, maestra superior de la Escuela Normal de Jalisco, y José Urzúa Gutiérrez, músico. Su madre murió después el parto, por este motivo María Guadalupe Urzúa Flores fue criada por sus tías Flores Monroy (farmacéuticas y maestras de profesión), en la localidad de San Martín Hidalgo, Jalisco.

## Ámbito académico
Aunque existen algunas contradicciones en torno al certificado de primaria entre el archivo personal de María Guadalupe Urzúa Flores y alguna breve biografía política escrita sobre ella, la información referente a su formación académica señala que realizó sus primeros estudios en la escuela Josefa Ortiz de Domínguez, en San Martín Hidalgo. Sus estudios de nivel secundaria los cursó en Guadalajara, además de estudiar comercio durante tres años. En esta misma ciudad, llevó a cabo sus estudios profesionales en la Academia Comercial  "Vizcarra", formándose en leyes comerciales y mecanografía, para desempeñarse como secretaria. Ejercer su profesión le permitió tener conocimiento sobre su comunidad y sus actores sociales (campesinos y mujeres entre ellos), pues ella se encargaba de escribir las cartas con las solicitudes que en éstas demandaban.

## Ámbito político
Su acercamiento a la política comenzó en la segunda mitad de la década de 1930, incorporándose a diferentes organizaciones agrarias, culturales y deportivas en San Martín Hidalgo, además involucrándose en la participación de obras públicas. Participó como encargada de la Secretaría de Acción Femenil del Comité Agrario de San Martín Hidalgo durante los años 1936-1937, así como representante de la Secretaría de Acción Femenil del Comité Campesino de Jalisco del Partido de la Revolución Mexicana (PRM) en 1938.
En la década de 1940, realizó las gestiones necesarias para la construcción de un hospital en San Martín Hidalgo, siendo esta una de sus obras de mayor importancia; además formó, en compañía del Dr. José Barba Rubio, el Patronato de la Lucha contra el Lepra en 1947. También fungió como directora de la Secretaría de Acción Femenil en el Comité Municipal del PRM-PRI durante 1942-1947, así como secretaria de la Junta de Mejoramiento Moral, Cívico y Material, colaborando de manera estrecha con el ayuntamiento local entre 1949-1952.
La década de 1950 fue de gran actividad para María Guadalupe Urzúa Flores. Fue elegida secretaria de Acción Femenil en la Liga de Comunidades Agrarias y Sindicatos Campesinos del Estado de Jalisco (1950-1955), dirigió la Secretaría de Salubridad y Asuntos Sociales del Comisariado Ejidal de San Martín Hidalgo (1950-1954), así como la Secretaría de Acción Femenil de la Confederación Nacional Campesina (CNC) (1953-1955). En 1955 ganó la diputación federal del X Distrito Electoral de Jalisco correspondiente a la LXIII Legislatura (1955-1958), convirtiéndola en la primera mujer diputada federal por Jalisco.
María Guadalupe Urzúa Flores, abanderada por el Partido Revolucionario Institucional (PRI), se desempeñó cuatro veces como diputada federal, y dos veces como presidenta de los municipios de  Jocotepec y  San Martín Hidalgo en 1983-1985 y 1998-2001, respectivamente.
Como parte del reconocimiento a la labor social, política y cultural, el municipio de San Martín Hidalgo nombró a su Biblioteca María Guadalupe Urzúa Flores.
Por su cuenta, la biblioteca Carmen Castañeda del Centro de Investigación y Estudios Superiores en Antropología Social (CIESAS), tiene bajo su resguardo un acervo documental de la líder campesina con el nombre: Colección María Guadalupe Urzúa Flores.